# Portrait de Clemenceau
Portrait de Clemenceau est une huile sur toile réalisée par Édouard Manet  entre 1879 et 1880. Manet a réalisé deux portraits de Georges Clemenceau. L'un se trouve au Musée d'Orsay à Paris. L'autre, de dimensions plus grandes (116 × 94) est hébergé au musée d'Art Kimbell à Fort Worth Texas.

## Les deux portraits
Plusieurs hypothèses sont avancées sur la façon dont Manet a rencontré l'homme politique. Le plus jeune frère de Manet, Gustave, était conseiller municipal de Paris. C'est par son intermédiaire que le peintre aurait rencontré le président du Conseil. Il est également possible que ce soit chez Paul Meurice que la rencontre ait eu lieu, ou encore chez Émile Zola. Les deux portraits peuvent être datés par deux lettres de Clemenceau qui fixait la date des séances de pose. 
Le portrait de Fort Worth est sans doute le premier réalisé et celui du musée d'Orsay, le second. Le premier aurait pu être réalisé en 1872 à la tribune du Luxembourg où se tenait le conseil municipal. Le tableau portait d'ailleurs initialement le titre Portrait de Clemenceau à la Tribune. Il est plus flou, moins réaliste que le second, il serait resté assez longtemps en chantier.

## Clemenceau et Manet
Georges Clemenceau n'était jamais content de ses portraits, mais il prenait un réel plaisir aux séances de pose chez Manet avec lequel il bavardait longuement : il trouvait le peintre très spirituel.  
Le portait du musée d'Orsay, plus réduit en dimensions, a plus de force et de précision. « Manet a transposé là les qualités allusives de son dessin à la plume. Il a su, en quelques traits japonisants, concentrer dans le visage et le torse aux bras croisés, tout l'énergie, la détermination, la dureté et également l'humour qui expriment physiquement la formidable personnalité de Clemenceau. »
La force de ce portrait est évidente si on le compare aux autres effigies de Clemenceau qui pourtant déclarait : « Mon portrait par Manet ? Très mauvais, je ne l'ai pas, et cela ne me peine pas. Il est au Louvre, je me demande pourquoi on l'y a mis. » André Malraux écrivait à propos de ce tableau : « Pour que Manet puisse peindre le portrait de Clemenceau, il faut qu'il ait résolu d'oser y être tout, et Clemenceau, presque rien. »

## Destinée du tableau
À la mort de Manet, sa fille Suzanne a donné le portrait à Georges Clemenceau. Et lorsque Mary Cassatt a amené son amie américaine Louisine Havemeyer chez Clemenceau, Louisine a acheté le portrait pour 10 000 F en 1905. Madame Havemeyer en a ensuite fait don au musée du Louvre en 1927.